# Earl Tupper
Earl Silas Tupper (Berlin, 28 de julho de 1907 – Costa Rica, 5 de outubro de 1983) foi um engenheiro, empresário e inventor norte-americano.  

## História
Formado pela Bryant University, trabalhou na DuPont e apos comprar algumas máquinas de moldes de plastico antigas da empresa onde trabalhou, inventou, no início a década de 1940, um recipiente para a conservação de alimentos. Em 1946 fundou a "Tupperware Corporation" (atual "Tupperware Brands Corporation"), empresa detentora da marca Tupperware. 